# لمياء عبد الحميد
لمياء فهمي عبد الحميد إعلامية مصرية وهي ابنة المخرج الراحل فهمي عبد الحميد وشقيقة المخرج التلفزيوني وائل فهمي عبد الحميد.
درست لمياء عبد الحميد في كلية السياحة والفنادق، ولكنها لم تعمل بالسياحة أبدًا واتجهت إلى العمل الإعلامي وهي لا تزال في مرحلة الثانوية العامة من خلال برنامج سهرة مع فنان على قناة ART، ثم بعد ذلك قدمت عددًا من البرامج منها نشرة الأخبار الفنية وما وراء الأضواء، حتى انتقلت بعد ذلك إلى قناة نفرتيتي وقدمت على شاشتها عدة برامج طبية.
ابتعدت لمياء عن الإعلام لمدة خمس سنوات ثم عادت بعدها للعمل كمعدة برامج بعدما قررت ارتداء الحجاب، ولكنها لم تستمر في عمل المُعدة لمدة طويلة وانتقلت بعد ذلك إلى قناة ART عين والتي تُعتبر بداية انطلاقتها الحقيقية، قدمت لمياء عبد الحميد على قناة ART عين فقرة في برنامج تفاحة آدم، ثم تولت بعد ذلك مسؤولية إعداد وتقديم البرنامج بالكامل، ثم بعد ذلك أصبحت تقدم برنامج مع الدكتور مبروك عطية لمناقشة المشكلات الزوجية بحيث كان يظهر الدكتور مع الإعلامية بصفة الضيف الدائم لبرنامج “مكارم الأخلاق” الذي لاقى نجاحاً كبيراً، كما قدمت مجموعة من البرامج منها «بيت المال» على قناة «أعمال» لمناقشة المعاملات المالية وفق الشريعة الإسلامية، قبلما تظهر مرة أخرى مع الدكتور «مبروك عطية» على قناة دريم2 من خلال برنامج «الموعظة الحسنة»، الذي حقق لها نجاحًا كبيرًا انتقلت على إثره للعمل ضمن الفريق الإعلامي لقنوات «الحياة» من خلال البرنامج الاجتماعي «كلام من القلب».